# HD81289
HD81289 — хімічно пекулярна зоря спектрального класу A2, що має видиму зоряну величину в смузі V приблизно  8,4.
Вона  розташована на відстані близько 1058,9 світлових років від Сонця.

## Пекулярний хімічний склад
Зоряна атмосфера HD81289 має підвищений вміст 
Eu
.